# Brneńskie pałace mieszczańskie
Brneńskie pałace mieszczańskie – pałace mieszczańskie znajdujące się w Brnie w Czechach.

## Przy náměstí Svobody

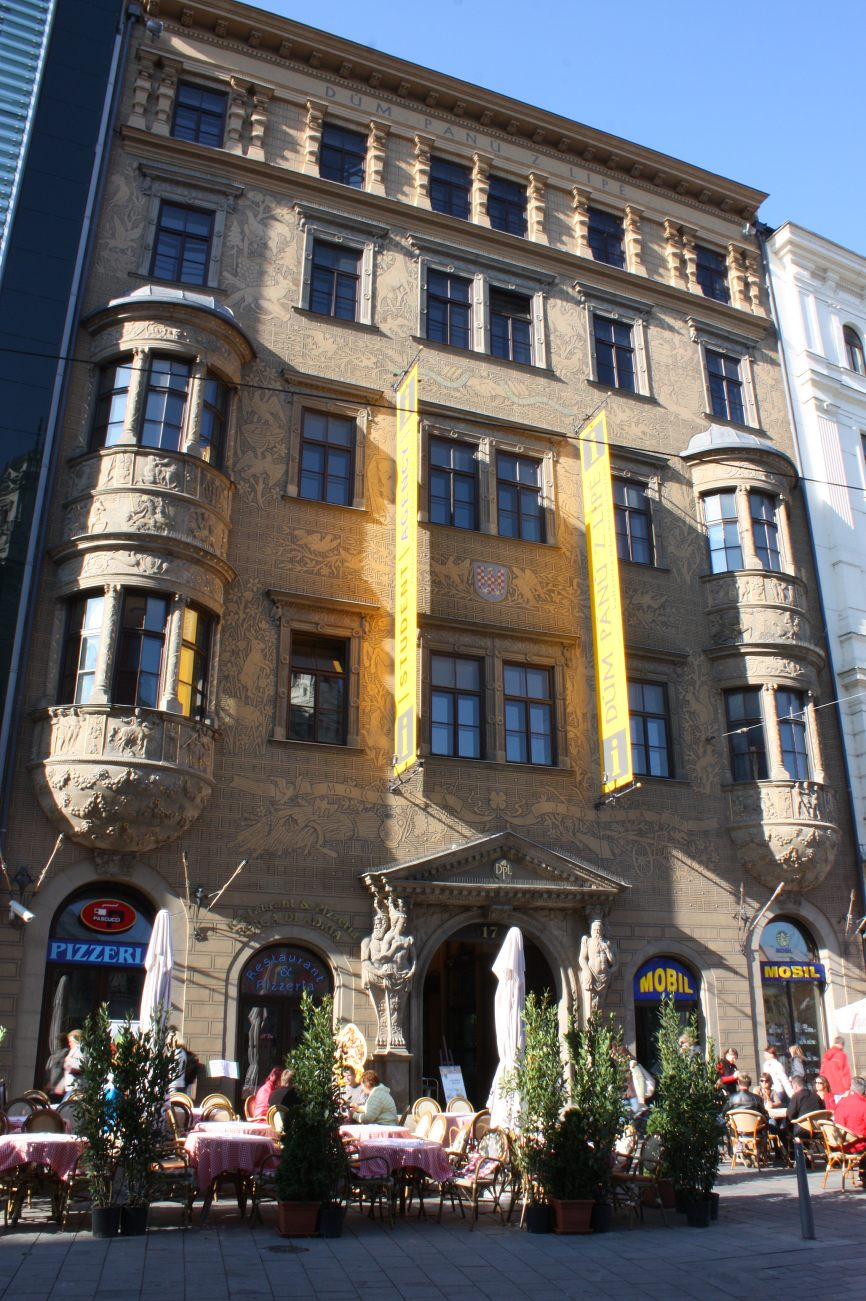
Dům pánů z Lipé

- Dům pánů z Lipé (Dom Panów z Lipy, znany także jako Schwanzův palác) – renesansowa kamienica mieszczańska przy náměstí Svobody(inne języki) 17, zbudowana w latach 1589-1596 przez architektów włoskich, Antonio Gabriego i Giorgio Gialdiego dla handlarza win, Kryštofa Schwanza. Jednym z późniejszych właścicieli domu był Luis Raduit de Souches, dowodzący obroną miasta w czasie wojny ze Szwedami w roku 1645. W chwili obecnej – centrum handlowe i punkt przedsprzedaży biletów na imprezy kulturalne.

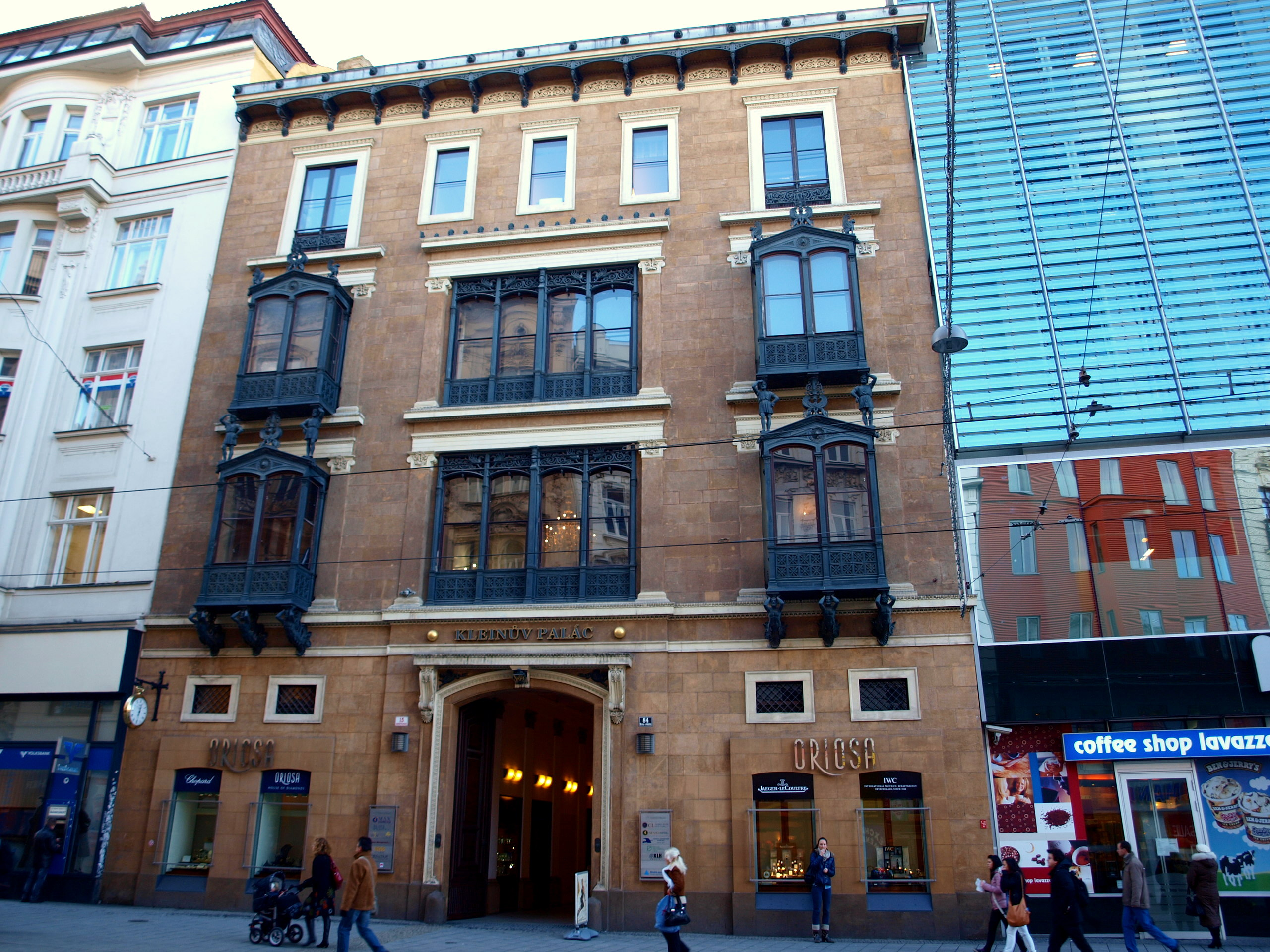
Kleinův palác

- Kleinův palác (Pałac Kleinów) – neorenesansowa kamienica mieszczańska przy náměstí Svobody 15, zbudowana w latach 1847–1848 dla braci Kleinów. Architekci: Theofil Hansen i Ludwig Förster użyli żelaza do ozdobienia fasady, szczególnie w wykuszach na pierwszym i drugim piętrze. Wykorzystanie żelaza w celach zdobniczych było uzasadnione faktem, że Kleinowie byli wówczas właścicielami huty w Sobotínie, budowali też drogi i linie kolejowe (trasa: Hodonin-Ołomuniec-Praga), prowadzili prace związane z regulacją rzek i prace fortyfikacyjne. Pałac Kleinów, po długotrwałych pracach konserwatorskich otwarto ponownie w roku 1997. Od roku 2011 znajduje się tu Dział Muzyki Poważnej Biblioteki Mahena, oddział Czeskiej Izby Adwokackiej na Morawach oraz oddział Banku Credit Lyonnais.

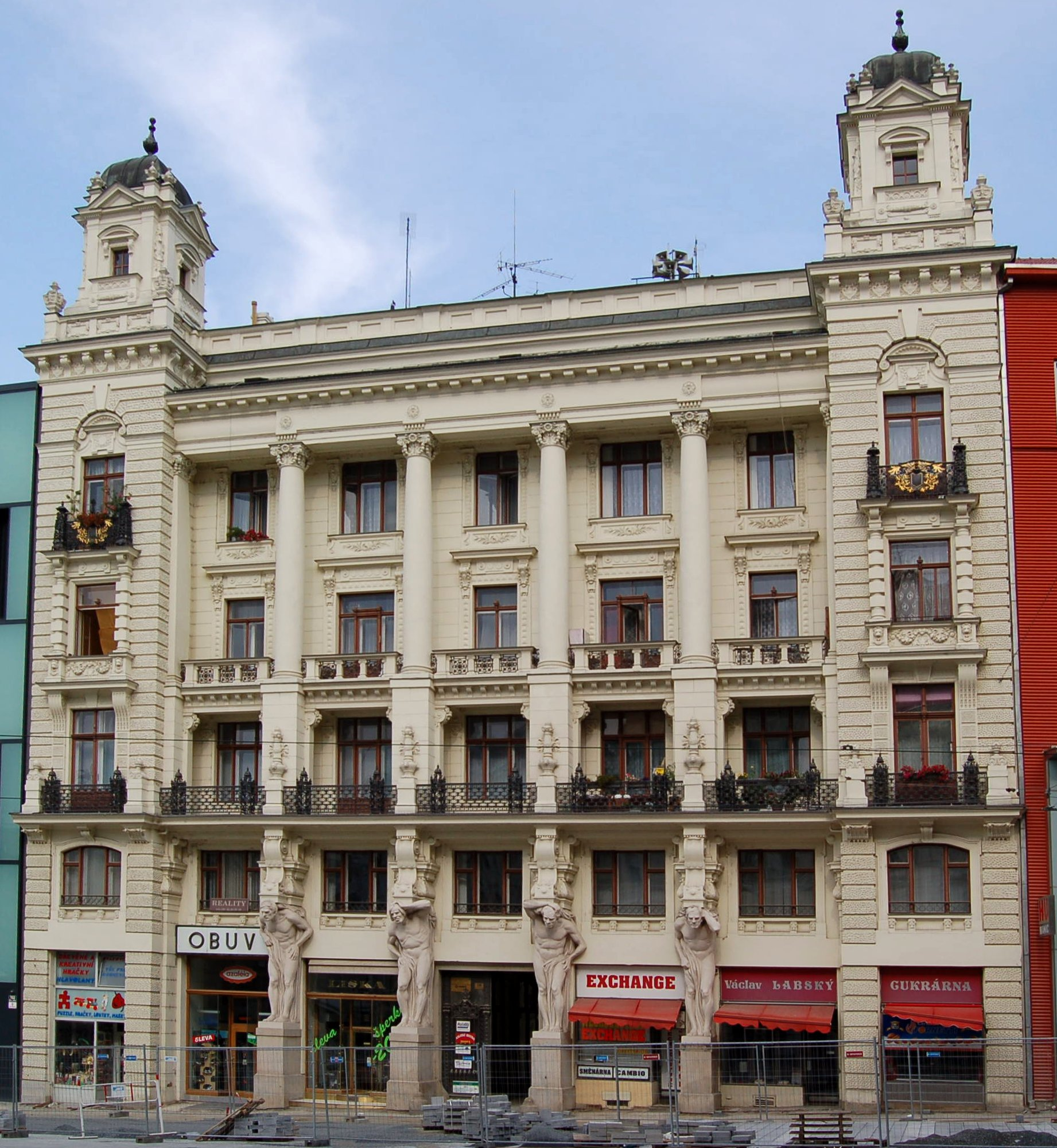
Dům u Čtyř mamlasů

- Dům u Čtyř mamlasů ("Dom Czterech Gigantów", "Dom z Czterema Atlantami" czasami błędnie tłumaczony jako "Dom Czterech Mamlasów") – kamienica mieszczańska przy náměstí Svobody zbudowana w latach 1901–1902 dla fundacji Gerstbauera. Fasadę zaprojektował Germano Wanderley, zaś czterej atlanci projektu A. Tomoli stanowią o wyjątkowej atrakcyjności i popularności budynku. Na parterze znajduje się dzisiaj tradycyjna cukiernia.

## Przy ul. Kobližná

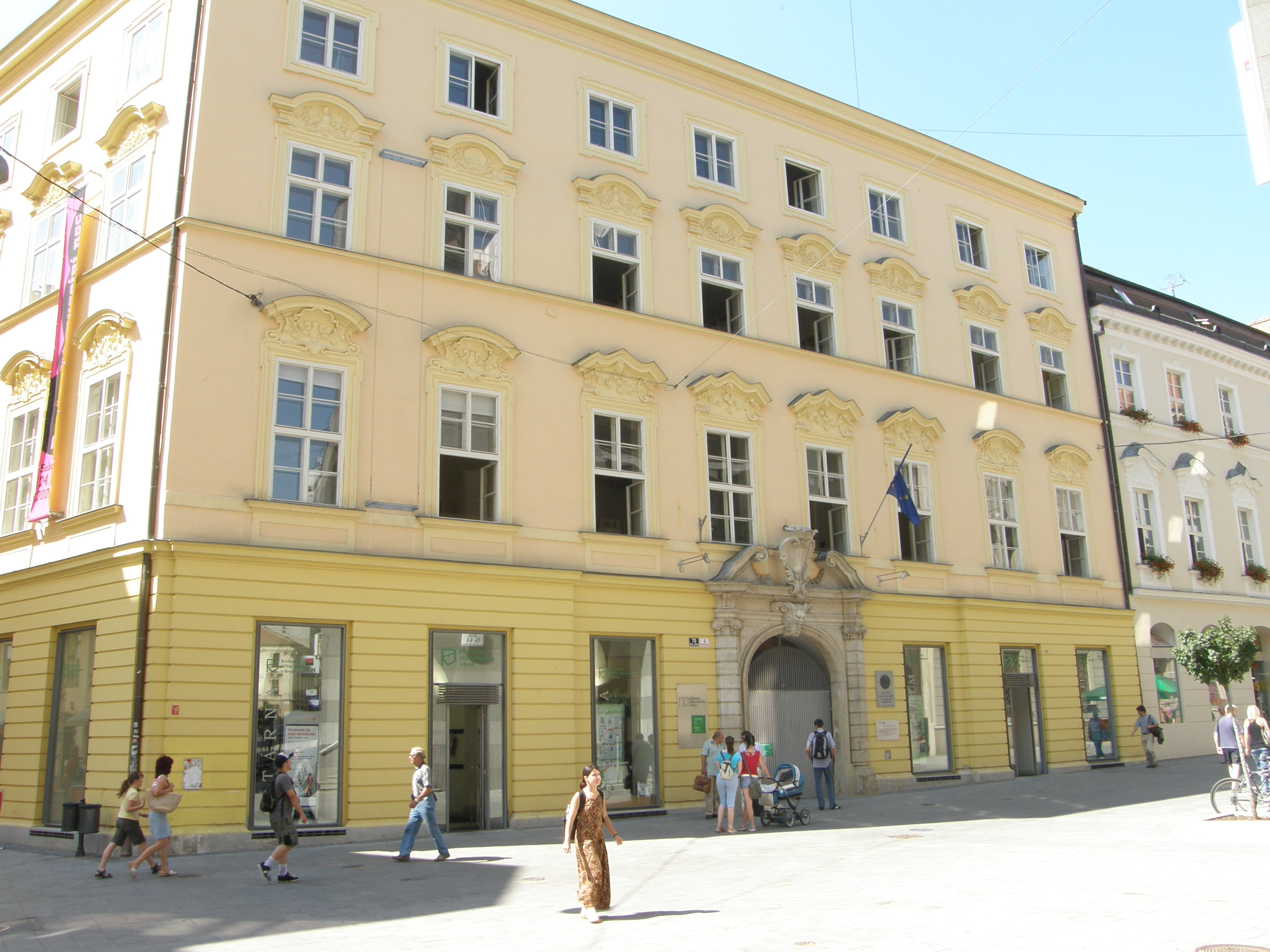
Schrattenbachův palác

- Schrattenbachův palác – barokowy pałac przy ulicy Kobližná 4. Obecnie służy jako siedziba główna Biblioteki Jiřího Mahena. Na miejscu obecnego gmachu stały początkowo dwa domy, które w roku 1703 odkupiła Marie Elisabeth hrabina Breunerová, a w ich miejscu wystawiła pałac według projektu wiedeńskiego architekta Alexandra Christiana Oedtla. W roku 1725 pałac przeszedł w posiadanie ołomunieckiego kardynała Wolfganga Hannibala hrabiego von Schrattenbach. Na jego polecenie obiekt przebudowano  w latach 1735–1738 i dodano drugie piętro. Na przełomie 1767 i 1768 roku mieszkał tu Wolfgang Amadeus Mozart, a na pamiątkę jego pobytu na fasadzie umieszczono tablicę.